# 君がいる夏 -Everlasting Summer-
『君がいる夏 -Everlasting Summer-』(きみがいるなつ - エバーラスティング・サマー) はDEEN初の洋楽カバーアルバム。

## 作品の解説
- 他アーティストのカバーアルバムとしては2002年発売の「和音〜Songs for Children〜」から約12年ぶりとなる。
- 究極の"Summer Healing Album"と題し、80年代の洋楽曲を中心に構成したアルバムとなっている。
- タイトルの「君がいる夏」は、架空の映画『君がいる夏』のサウンドトラックをイメージしている[1]。
- ジャケット及びミュージックビデオに出演している女性は500人の中から選ばれた沖縄在住のモデルである[2]。
- ボーナストラックには「瞳そらさないで」English Versionを収録。
- 初回限定盤はスペシャルトールパッケージ仕様(スリーブ付)、オールカラーフォトブックと3月9日に中野サンプラザで行われたツアーファイナルのライブ映像を収録したDVD付き。

## 収録曲
カッコ内はオリジナルアーティスト。
1. Just When I Needed You Most (Randy VanWarmer)
2. So Much In Love (Timothy Bruce Schmit)
3. California Girls (The Beach Boys)
4. How Deep Is Your Love (Bee Gees)
5. Reality (Richard Sanderson)
6. The Loco-Motion (Grand Funk Railroad)
7. Don't Worry, Be Happy (Bobby McFerrin)
8. Lucky (Jason Mraz)
9. Hitomi Sorasanaide -English Version- ※BONUS TRACK

## DVD(初回限定盤のみ)
DEEN LIVE JOY-Break18 ～CIRCLE 20→21～ Final 2014.3.9 Nakano Sunplaza
1. 永遠の明日
2. 瞳そらさないで
3. もう泣かないで
4. このまま君だけを奪い去りたい
5. Peace & Smile!
6. ひとりぼっちのAnniversary
7. 'need love
8. My Life My Dreams
9. ハリネズミのジレンマ
10. Future
11. Good Good Time!!
12. We can change the world
13. 今夜はParty Night!
14. CIRCLE ～あなたがいたからこそ～
15. 二十歳
16. Birthday eve ～誰よりも早い愛の歌～
17. ENDING

## タイアップ
- tvk「クルマでいこう！ ENGINE FOR THE LIFE」 4月度エンディングテーマ(#2)
- tvk「クルマでいこう！ ENGINE FOR THE LIFE」 5月度エンディングテーマ(#8)